# Саадет III Герай
Сааде́т III Гера́й (Гире́й) (крым. III Saadet Geray, ٣سعادت كراى‎; 1645—1695) — крымский хан из династии Гиреев (1691), сын калги-султана Кырыма Герая (ум. 1651), внук крымского хана Селямета I Герая.

## Правление
Был нурэддином при Мураде Герае (1678—1683). Назначен в 1691 году на ханский престол по рекомендации Селима I Герая, добровольно ушедшего в отставку. Заняв ханский престол, Саадет III Герай назначил калгой Девлета Герая, сына хана Селима I Герая, а нурэддином — Фетиха Герая. Сразу после окончания церемонии присвоения ханского титула, еще пребывая в Стамбуле, Саадет III получил приказ собирать армию для похода в Австрию. Двигаясь по западному побережью Черного моря, хан послал в Крым за войсками, тем временем формируя на Дунае отряды из местных ногайцев.
Будучи суровым и решительным человеком, Саадет III Герай жесткими мерами заставил повиноваться знать, негативно отнёсшуюся к его назначению. Сумел заставить дунайских ногайцев, не желавших идти в Австрию, принять участие в походе; без колебаний сместил с поста своего калгу Девлета Герая, едва получив известия о готовящейся им измене; жестоко наказал войска, чинившие насилия над местными жителями во время перехода через румынские земли. Из-за слишком долгих сборов опоздал к месту сражения, и османская армия без крымской помощи потерпела там поражение. Хан был лишен своего сана и отправился из Австрии обратно в Турцию, так и не побывав в самом Крыму.
Саадет III Герай характеризовался как очень энергичная и гордая личность, уважаемая за смелость и боевую доблесть. Умер на острове Родос, похоронен там же.